# Fernando Costanza
Fernando Peixoto Costanza (Río de Janeiro, Brasil, 28 de noviembre de 1998) es un futbolista brasileño que juega de defensa en el P. F. C. Krylia Sovetov Samara de la Liga Premier de Rusia.

## Trayectoria
Nacido en Río de Janeiro, Costanza se incorporó a la cantera del Botafogo en 2014, procedente del Fluminense. En diciembre de 2016, firmó un contrato profesional con el club.
El 28 de agosto de 2018, Costanza se trasladó al extranjero y se incorporó al Lille en calidad de cedido por un año. En el mes de marzo siguiente, después de aparecer solo en su equipo de reserva en la CFA, fue llamado a filas.
Costanza debutó en el primer equipo -y en la Serie A- el 5 de mayo de 2019, siendo titular en la victoria por 1-0 en casa contra el Fortaleza.